# 马公湖
马公湖是一个位于中国湖南省常德市的淡水湖，面积约为3.33平方千米，属于长江区。它的一级流域为长江流域，二级流域为长江干流水系。